# Susuanycha susua
Susuanycha susua är en skalbaggsart som beskrevs av Maria Helena M. Galileo och Martins 2005. Susuanycha susua ingår i släktet Susuanycha och familjen långhorningar. Inga underarter finns listade i Catalogue of Life.